# Marie Augustin François Passerat de Silans
Marie Augustin François Passerat de Silans est un homme politique français né le 28 janvier 1770 à Seyssel (Ain) et mort le 5 mai 1852 à Seyssel.

## Biographie
Issu de la famille Passerat. Après des études chez les oratoriens de Tournus, il émigre à Lausanne au moment de la Révolution. Revenu en France sous le Consulat, il est maire de Seyssel, conseiller général et député de l'Ain, de 1813 à 1815 et de 1817 à 1820, siégeant avec les constitutionnels. Il ne se représente pas en 1820 et devient conseiller à la Cour des comptes.